# Biela légia
Biela légia bylo podzemní antikomunistické křesťanské hnutí aktivně působící v Rakousku a na Slovensku v letech 1947-1951. Hnutí bylo založeno v Rakousku slovenskými emigranty a jeho nosnou ideou byl odpor proti komunistické diktatuře. Jeho členové odmítali s komunistickým režimem spolupracovat, navzájem se podporovali v boji proti němu, informovali okolní svět o aktuálních zločinech komunismu. Hlavními zakladateli hnutí byli Jozef Vicen a Dr. Jozef Mikula.
Hlavní devizou hnutí byly vysílačky, s jejich pomocí šlo z Rakouska na Slovensko svobodné slovenské vysílání ještě před vznikem Rádia Svobodná Evropa. Mezi hlavní úkoly vysílání patřily zprávy o dění na Slovensku, různé politické úvahy a klíčové informace pro slovenské podzemí – mimo jiné ve svém vysílání pravidelně dekonspirovala a identifikovala agenty StB.
Biela légia vytvořila na Slovensku účinnou síť informátorů, sympatizantů a převaděčů přes hranice. Komunisté hodnotili její činnost mj. jako vyzvědačství a velezradu a považovali ji za obzvláště nebezpečnou.
Ve vykonstruovaných procesech, které proběhly na Slovensku s členy hnutí v letech 1951–1952, padlo 7 rozsudků smrti. 20. února 1951 byli popraveni Anton Tunega, Albert Púčik a Eduard Tesár, jejichž případ je nejznámějším a nejlépe zdokumentovaným. Hlavním žalobcem byl komunistický prokurátor Anton Rašla.
Jozef Vicen byl v roce 1957 z Rakouska agenty StB unesen do Československa a po odsouzení k trestu 25 let ve vězení strávil jedenáct let.
V roce 2022 prezidentka Slovenské republiky Zuzana Čaputová udělila státní vyznamenání in memoriam Antonu Tunegovi, Albertu Púčikovi a Eduardu Tesárovi. Následně se ale za jejich udělení omluvila s odůvodněním, že se při procesu posuzování stala chyba a jejich udělení je nedůvodné z důvodu jejich nedemokratické činnosti a podpoře ľudáckého režimu.